# Facções de Halo
A franquia de jogos eletrônicos e mídia Halo acontecem em um universo de ficção científica, onde existem quatro grandes facções que os jogadores encontram ou controlam. A história de Halo tem a humanidade no século 26, liderada pelo Comando Espacial das Nações Unidas (UNSC) (sigla em inglês), presa em uma guerra com uma aliança alienígena conhecida como Covenant. No jogo eletrônico de 2001 Halo: Combat Evolved, a nave UNSC Pillar of Autumn descobre um misterioso ringworld conhecido como "Halo". A massiva instalação foi construída por uma raça enigmática conhecida como Forerunners, que desapareceram há muito tempo; o Covenant adora os Forerunners como deuses. Durante o curso do jogo, os jogadores descobrem que os Halos foram construídos como uma arma de último recurso contra o Flood, um parasita extragalático que é levado a consumir toda a vida senciente. Os Forerunners foram forçados a ativar a rede Halo, matando a si mesmos e a qualquer potencial hospedeiro do Flood, em um esforço para matar o Flood de fome. A liderança do Covenant descobriu que os humanos podiam interagir com a tecnologia Forerunner e decidiu destruir a humanidade para suprimir esse fato. Enquanto isso, o Flood foge dos limites do Halo e ameaça se espalhar pela galáxia novamente.
Uma grande parte do sucesso da série está na criação de um mundo crível, e a Bungie reforçou as facções ficcionais que o jogador interage por um longo processo de design com o lançamento de cada jogo. O design geral de cada facção foi desenvolvido lentamente antes do lançamento do primeiro jogo da série, Halo: Combat Evolved, e aprimorado continuamente no desenvolvimento dos jogos posteriores.
A recepção das facções de Halo foram geralmente positiva. O Covenant foi elogiado pelos analistas como inimigos emocionantes e desafiadores. Personagens, armas e veículos de todas as facções foram lançados como brinquedos ou materiais promocionais.

## Desenvolvimento
No início do desenvolvimento do jogo Halo: Combat Evolved, o artista de ambiente da Bungie, Paul Russel solidificou o conceito de três 'escolas' de arquitetura em Halo para as principais facções no jogo—os humanos do Comando Espacial das Nações Unidas (UNSC), a aliança alienígena do Covenant, e as estruturas Forerunner nas quais a maior parte do jogo ocorre. Para a humanidade futura, os artistas e desenvolvedores adotaram um visual funcional e industrial. O diretor de arte Marcus Lehto disse que os artistas examinaram as tendências atuais da tecnologia e tentaram extrapolar como seria a tecnologia futura. Os designs foram moldados pelo desejo de criar uma sensação realizada e distinta para as naves e edifícios humanos, mas também para tornar as áreas mais divertidas. Por exemplo, a equipe de design desejava uma sensação claustrofóbica e restrita dos níveis das naves humanas no Combat Evolved. O trabalho de Ron Cobb em Aliens intruiu parte do design de uma aparência "vivida". Em comparação com as visões de distopia comuns em muitas outras obras de ficção científica, as cidades e os edifícios da Terra mostrados pela primeira vez em Halo 2 eram limpos e funcionais, com parques e estruturas atraentes. O design de personagens para a UNSC era mais direto, com uniformes baseados nas roupas, patentes e insígnias militares existentes. Todos os aspectos do jogo foram projetados para parecerem críveis e cultivarem a suspensão de descrença.

### Armas e veículos
Devido ao fato de Halo ser um atirador em primeira pessoa, uma ênfase significativa foi colocada no design das armas humanas. O designer-chefe de armas humanas foi Robert McLees, que na época do desenvolvimento de Combat Evolved era o único membro da equipe da Bungie com o conhecimento de armas de fogo; McLees queria ter certeza de que as armas pareciam "legais", mas também estavam fundamentadas na física e nas considerações do mundo real. Os designers de jogo também queriam itens que fossem reconhecíveis para os jogadores, mas com aparência futurista o suficiente para existir de maneira plausível no 2552 de Halo. Em uma entrevista, McLees observou que, depois que as armas humanas foram verificadas e o design elaborado, "fui em frente e construí o LOD (nível de detalhe) com maior resolução - e é aqui que fico "atolado" com todas as coisas com as quais "ninguém se importa", como o diâmetro correto do cano, colocação de segurança, mira, botões de liberação do pente e garantir que os pentes sejam realmente grandes o suficiente para conter todas as balas que deveriam, que sejam alimentadas corretamente e que os invólucros ejetem para fora do lado correto da arma". Ocasionalmente, restrições técnicas forçavam mudanças no projeto; a submetralhadora introduzida em Halo 2 originalmente apresentava um pente transparente que permitia aos jogadores ver a munição sem caixa que alimentava a arma, mas se mostrou muito ambiciosa devido ao tempo e ao hardware disponíveis.
Os veículos desempenham um papel importante nos jogos de Halo, e, portanto, os veículos também receberam um longo estágio de desenvolvimento. Os veículos da UNSC foram projetados por Marcus Lehto, Eric Arroyo e Eddie Smith, e foram projetados para serem funcionais e utilitários. O uso de rodas também levou muitos jogadores a sentir que eram mais divertidos de dirigir. A adição do ATV Mongoose ganhou as manchetes, após ser cortado de Halo 2. O Warthog original foi considerado um favorito dos fãs.
Paul Russel é considerado o arquiteto do design dos Forerunner. Em uma entrevista, Russel afirmou que a criação da "linguagem visual" dos Forerunner foi um processo difícil, que só ocorreu "a cinco meses" da conclusão do jogo; grande parte do design foi finalizado em um único nível, "The Silent Cartographer", que apresenta estruturas externas Forerunner e abismos internos profundos. O artista conceitual Eddie Smith também é creditado por ajudar a aprimorar a direção dos Forerunner, e disse que começou a trabalhar lendo a sinopse da missão do jogo. "Eu sabia como era a arquitetura humana e a Covenant, então tentei fazer os conceitos Forerunner diferente", disse Smith. O resultado foi um design angular elegante distinto das curvas da arquitetura dos Covenant e dos designs funcionais humanos. Para Halo 2, os designers queriam refinar e elaborar o design Forerunner, sem abandonar o estilo estabelecido por Russel; O artista ambiental Frank Capezzuto descobriu que olhar para as estruturas Forerunner como esculturas e não como edifícios ajudou a impulsionar os designs para Halo 2.
O Flood foi adicionado no início do estágio de desenvolvimento de Halo: Combat Evolved, e a vida de Halo foi especificamente adaptada para aumentar a surpresa da aparição repentina do Flood, na metade do primeiro jogo. A certa altura, Halo apresentava um grande número de criaturas semelhantes a dinossauros terrestres, mas a Bungie sentiu que a presença de outras espécies nativas diluiria o impacto do Flood e as removeu.
A tecnologia, a arquitetura e o design do Covenant mudavam continuamente ao longo do desenvolvimento, ocasionalmente por razões práticas e estéticas; uma peça de tecnologia alienígena, um "elevador de gravidade", foi criado para que as texturas de baixa resolução de uma nave Covenant não fossem tão óbvias. Em comparação com as outras facções, a arquitetura Covenant é suave e orgânica, com o uso de tons de roxo ou azul por toda parte.

## Forerunner
Os Forerunners são uma espécie perdida há muito tempo, que é mencionada cripticamente em Halo: Combat Evolved. Pouco é revelado sobre os Forerunners nos jogos, mas alguns (principalmente a Librarian) consideram a humanidade mais elegível como reclamantes do Mantle; a humanidade é, portanto, a única raça que tem permissão para recuperar os índices com os quais podem-se ativar a rede Halo.
De acordo com a história de fundo oficial da série, os Forerunners chegaram ao poder depois que se rebelaram com sucesso contra seus criadores - os Precursores. Para garantir que os Precursores nunca mais ameaçariam sua existência, os Forerunners os exterminaram, exceto por um preso que eles chamaram de O Primordial. No auge de seu poder, os Forerunners formaram um império em toda a galáxia por mais de 100.000 anos antes dos eventos do arco da história principal de Halo. Os Forerunners usurparam com sucesso o Mantle - proteção de toda a vida na galáxia - dos Precursores.
Muito depois, eles foram ameaçados pelo parasita Flood. Os Forerunners entraram em ação, mas o parasita era imparável. Um grupo de Forerunners concebeu um plano para interromper o Flood de uma vez por todas, construindo uma instalação conhecida como a Arca que criou sete megaestruturas em forma de anel chamadas "Halos". A Matriz do Halo, quando ativada, destruiria toda a vida senciente dentro do alcance - privando o Flood de seus alimentos.
Depois de esperar o máximo que puderam e de viajar pela galáxia para coletar espécies de planetas, que mais tarde seriam usados para "semear" novamente a galáxia, os Forerunners ativaram a Matriz e desapareceram. Embora a propagação do parasita pela galáxia tenha sido interrompida, os Forerunners pagaram um preço terrível, pois toda a vida senciente capaz de sustentar o Flood na galáxia foi aniquilada. O Covenant adora os Forerunners como divindades e procura incansavelmente por relíquias deles. A razão do desaparecimento do Forerunner é revelada em Halo: Combat Evolved quando a inteligência artificial Cortana entra em uma das redes de computadores do Halo e aprende o verdadeiro objetivo dos Halos.
Além disso, os Forerunners criaram construções de batalha conhecidas como "Prometheans", IAs robóticas armadas com armas Forerunner para defender áreas como o mundo escudo de Requiem.
Os Forerunners também criaram IAs altamente avançadas, conhecidas como IA da classe Contender, que eram inúmeras "mentes" de IA trabalhando em sincronia, dando assim propriedades intelectuais maiores do que qualquer outra IA. Os Forerunners também criaram sentinelas que são máquinas projetadas para a defesa, construção e manutenção de instalações Forerunners. Sentinelas também são usadas em surtos de Flood, pois seu "feixe" é útil, pois não apenas destrói as formas de combate mortas, mas também as desintegra para impedir a reanimação.

## Flood
O Flood (originalmente chamado de doença modeladora) é um parasita que é impulsionado pelo desejo de infectar, matar ou consumir toda a vida senciente que encontra. O Flood aparece pela primeira vez em Halo: Combat Evolved, quando o Covenant libera alguns espécimes capturados da estase na Instalação 04; o parasita se espalha e ameaça escapar do anel, até que Master Chief desestabilize a instalação com uma enorme explosão vinda da Pillar of Autumn. Mais tarde, também é encontrado em Halo 2 na Instalação 05, juntamente com o Gravemind, uma enorme criatura com tentáculos que atua como a inteligência central do parasita. Em Halo 3, o Flood chega à Arca usando a gigante nave Covenant, High Charity. Master Chief então derrota o Flood mais uma vez, explodindo o substituto para a Instalação 04, que danifica, mas não destrói a Arca. A aparição mais recente do Flood é em Halo Wars 2, através da DLC "Awakening the Nightmare", no qual os Banidos (consulte abaixo) combatem os sobreviventes do Flood da "Batalha da Instalação 00". O Gravemind, que estava presente no anel de substituição quando ele explode, aceita a derrota, mas insiste que apenas retardará, e não parará, o Flood.

## Covenant
O Covenant é uma coleção teocrática de raças alienígenas. Em muitos jogos eletrônicos de Halo, eles desempenham um papel antagônico. A aliança adora uma antiga raça alienígena conhecida como Forerunners e procura pelas relíquias de seus deuses. O romance Halo: Contact Harvest revela que os luminares do Covenant, dispositivos que pesquisam relíquias Forerunner, descobriram um enorme cache das relíquias em uma colônia humana, Harvest. A inteligência artificial Forerunner Mendicant Bias desperta e revela a três políticos Covenant que as "relíquias" são de fato os próprios seres humanos - Bias as identifica como descendentes de seus criadores. Preocupada com o fato de a descoberta de tal segredo destruir o Covenant, a liderança, em vez disso, instrui p Covenant a destruir a humanidade como uma afronta aos deuses. Isso leva à busca por Halo, uma arma antiga projetada pelos Forerunners para tentar conter o Flood. Em Halo 2, o Covenant se divide em guerra civil quando os Elites descobrem a traição de seus líderes; os Elites acabam se aliando à humanidade para impedir que o resto do Covenant ative os Halos na tentativa de seguir os Forerunners para a divindade.

## Banidos
Os Banidos é uma facção dissidente do Covenant, fundada e formada por Atriox, estreou em Halo Wars 2. Após os eventos de Halo 5: Guardians, eles invadiram e assumiram a Instalação 00 (A Ark) até que a nave há muito tempo perdida UNSC Spirit of Fire chega após 28 anos de sono à deriva após os eventos de Halo Wars. O capitão James Cutter e seu exército lutam contra os Banidos para assumir o controle da Arca.

## Comando Espacial das Nações Unidas
O Comando Espacial das Nações Unidas (UNSC) (sigla em inglês) é a principal facção da humanidade futura. A UNSC foi formada em meados da década de 2160 sob as Nações Unidas e mais tarde se tornaria o braço militar do Governo Unificado da Terra (UEG) (sigla em inglês). De acordo com os arquitetos da história de Halo, Frank O'Connor e Robert McLees, durante os eventos do século 26 de Halo, a UNSC exerce consideravelmente mais poder do que sua contraparte civil.
Antes do início da guerra com o Covenant, a humanidade estava em tumulto, com as colônias remotas lutando por independência do UEG. Para ajudar a conter as revoltas, a UNSC encomendou o altamente secreto Projeto SPARTAN, responsável pelo desenvolvimento de quatro gerações de infantaria única e altamente treinada, chamadas coletivamente de Spartans, que operam em armaduras energizadas conhecidas como MJOLNIR. Os Spartans empreenderam missões secretas contra rebeldes e insurrecionistas. Quando o Covenant começou a destruir as colônias externas, esses Spartans se tornaram a melhor esperança da humanidade contra a superioridade tecnológica do Covenant.

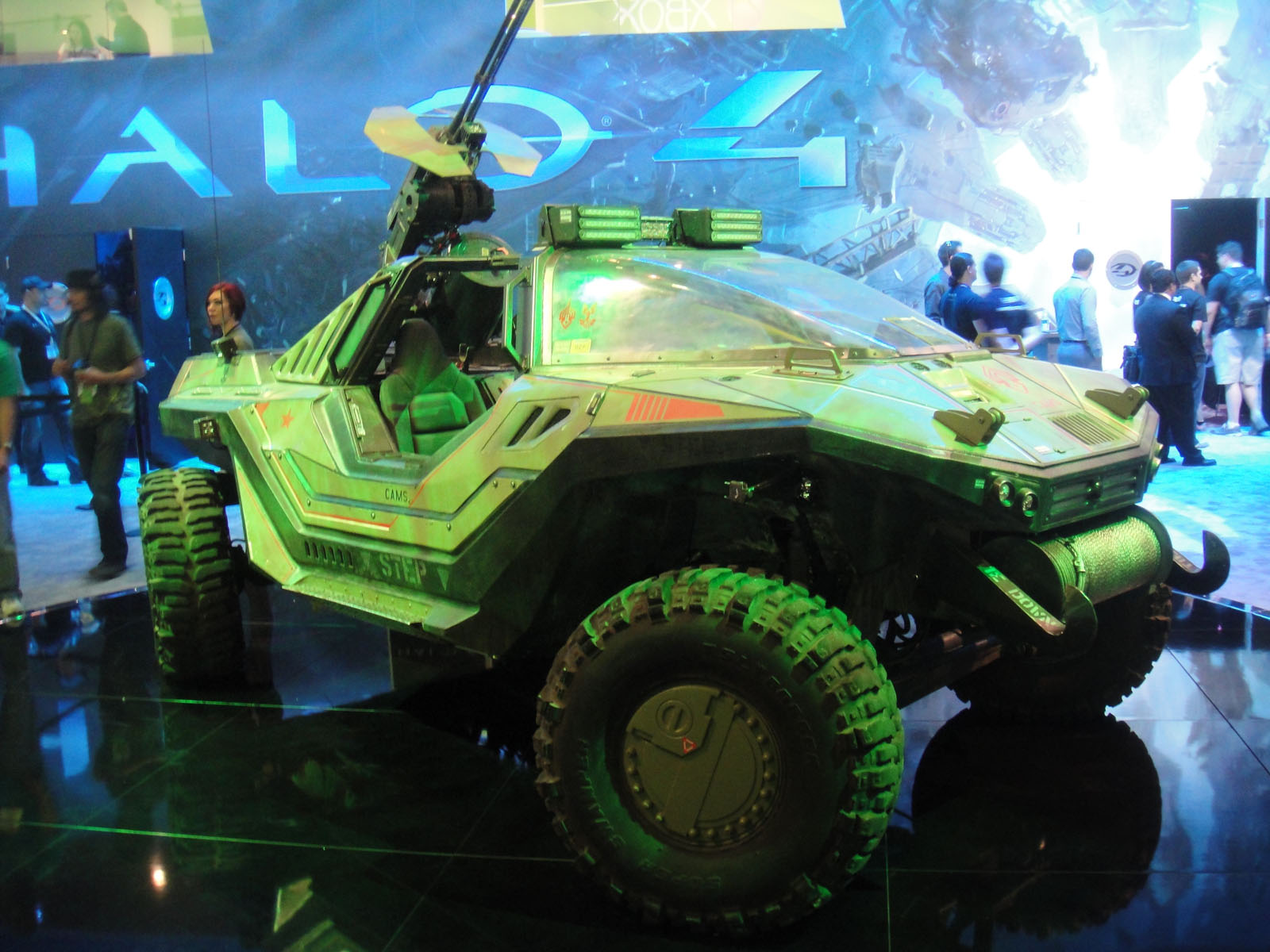
O Warthog produzido pela Weta Workshop para uso em curtas live-action.

Uma das unidades de forças especiais não secretas da UNSC são os Orbital Drop Shock Troopers ou ODSTs. Eles também são chamados de Helljumpers, com o lema "Pés primeiro no inferno". Eles são especializados em inserções de combate orbital por meio de veículos de inserção exo-atmosférica de ocupante único (SOEIVs) (sigla em inglês) lançados de naves em órbita baixa. A 105ª Unidade Expedicionária Marinha (SOC) é rotulada como 'Helljumpers'. Como caracterizado pelo autor William C. Dietz em Halo: The Flood, o corpo futuro compartilha semelhanças temáticas com os fuzileiros navais dos Estados Unidos atuais.
A unidade de força especial mais importante no jogo é o projeto SPARTAN, sendo mais importante, a segunda geração de Spartans no projeto - um grupo de super soldados especialmente treinados. O personagem jogável da trilogia principal, John-117, é um dos poucos Spartan II sobreviventes conhecidos. A UNSC também tem um exército, que serve como uma força defensiva terrestre dentro das forças armadas da UNSC junto com a Força Aérea da UNSC. A Marinha e o Corpo de Fuzileiros Navais da UNSC são os principais responsáveis pelo combate espacial.
A UNSC também dispõem de vários veículos terrestres para combate; entre eles, um jipe de escoteiro de uso geral apelidado de "Warthog" ou simplesmente "Hog", cuja réplica real foi criada pela empresa de efeitos especiais Weta Workshop para uma série de curtas-metragens do diretor Neill Blomkamp. Este veículo possuía direção nas quatro rodas, metralhadora, displays digitais e airbags em pleno funcionamento.
A sigla "UNSC" foi ocasionalmente confundida com o Conselho de Segurança das Nações Unidas. Por exemplo, em 24 de maio de 2012, uma reportagem da BBC sobre a ONU usou o logotipo da UNSC de Halo, em vez do logotipo do Conselho de Segurança das Nações Unidas, como imagem de fundo.

## Impacto cultural

### Mercadoria
Halo tem uma variedade de mercadorias afiliadas. Uma versão do jogo de tabuleiro de estratégia Risk foi lançada com base em Halo Wars, com as peças do jogo modeladas como a UNSC, Covenant e Flood. Uma mistura de veículos e armas humanos e Covenant também foi apresentada no jogo de mesa Halo ActionClix e uma série da McFarlane Toys. Jornalistas de jogos até notaram as semelhanças entre o Warthog e o Hummer HX, que a GM nega. A mercadoria inclui várias séries de figuras de ação. A primeira série de figuras foi criada pelo Joyride Studios e apresentava personagens, armas e veículos representando todas as facções de Halo. A tarefa de criar figuras de ação de Halo 3 coube à McFarlane Toys; em entrevista à Bungie, Todd McFarlane afirmou que o desafio de criar figuras para uma franquia era que os designers precisavam acomodar e integrar a articulação e a atenção aos detalhes, "sem comprometer muito um ou outro". Um total de três séries de figuras já foram produzidas, apresentando as forças da UNSC, Flood e Covenant. A fabricante Kotobukiya também produziu "estátuas sofisticadas" para a estreia de Halo 3. Outras mercadorias baseadas nas armas do universo Halo incluem réplicas de armas fundidas e um conjunto de armas Covenant usadas para Laser tag.

### Recepção critica
O universo de Halo e as facções nele foram bem recebidos, tanto do ponto de vista da narrativa quanto do jogo. Gamasutra elogiou a inteligência artificial de Halo. Por exemplo, as forças do Covenant ou do Flood nunca aparecem nos mesmos lugares quando o jogador reinicia dos pontos de controle (checkpoints), o que dá ao jogador "a sensação de que as criaturas [alienígenas] têm coisas para fazer além de matar seres humanos". O objetivo da Bungie de fazer com que os personagens se comportem de forma realista nos jogos levou ao comportamento das unidades Covenant, Flood e Forerunner sendo elogiadas em cada jogo da série. Um ponto de crítica tem sido a IA dos personagens aliados da UNSC; os analistas notaram que em Halo 3, eles costumavam ser mais um obstáculo do que ajuda.
As várias facções que compõem o universo de Halo foram cada uma recebida de maneira diferente. O Flood foi alternadamente elogiado como inimigos aterrorizantes e criticado como inimigos irritantes como zumbis; as adaptações literárias do Flood, particularmente sua representação em The Halo Graphic Novel, foram mais bem recebidas.